# Barnham, Suffolk
Barnham är en by och en civil parish i distriktet West Suffolk i Suffolk i England. Orten har 571 invånare (2001).